# Isla de Patos
 Isla de Patos  (spanisch, auf Deutsch Enteninsel) ist eine kleine, unbewohnte, zu Venezuela gehörende Insel im Karibischen Meer, etwa 550 km östlich von Caracas gelegen.

## Geschichte
Die Insel wurde von Christoph Kolumbus auf seiner dritten Reise in die Neue Welt entdeckt und gehörte ab 1498 zur spanischen Kolonie Trinidad. Sie wurde zunächst Isla de Pato genannt. Der Name geht auf ihre langgestreckte, flache Form zurück, die an einen Entenschnabel erinnert. Später wurde sie als Isla de Patos bekannt. Von 1797 bis 1942 gehörte die Insel zur britischen Kolonie Trinidad bzw. ab 1899 Trinidad und Tobago. Zu dieser Zeit wurde sie Goose Island (Gänseinsel) genannt. 1904 erhob Venezuelas Präsident Cipriano Castro Anspruch auf die Insel, woraufhin die britische Regierung einen Polizisten auf der Insel stationierte, was die einzige Phase der Besiedelung in der Inselgeschichte darstellte. Am 26. Februar 1942 trat Großbritannien die Insel mit dem Anglo-Venezuelan Treaty (Island of Patos) Act an Venezuela ab, das sie der bundesunmittelbaren Verwaltungseinheit Dependencias Federales zuschlug. Auf Englisch heißt die Insel heute einfach Patos.

## Geographie
Isla de Patos liegt im Golf von Paria, nur acht Kilometer östlich der Küste des venezolanischen Bundesstaates Sucre sowie 20 km westlich der Nordwestspitze Trinidads sowie 10,3 km westsüdwestlich von der Insel Chacachacare, der nächstgelegenen trinidadischen Insel (bzw. von den unmittelbar vorgelagerten Bolo Rocks mit Diamond Rock). Die Insel ist etwa 1180 m lang, 620 m breit und weist eine Landfläche von 0,25 km² auf. Sie erreicht eine Höhe von etwa 100 m über dem Meer. Auf der Insel gibt es kein Süßwasser, was eine dauerhafte Besiedelung stets verhinderte.

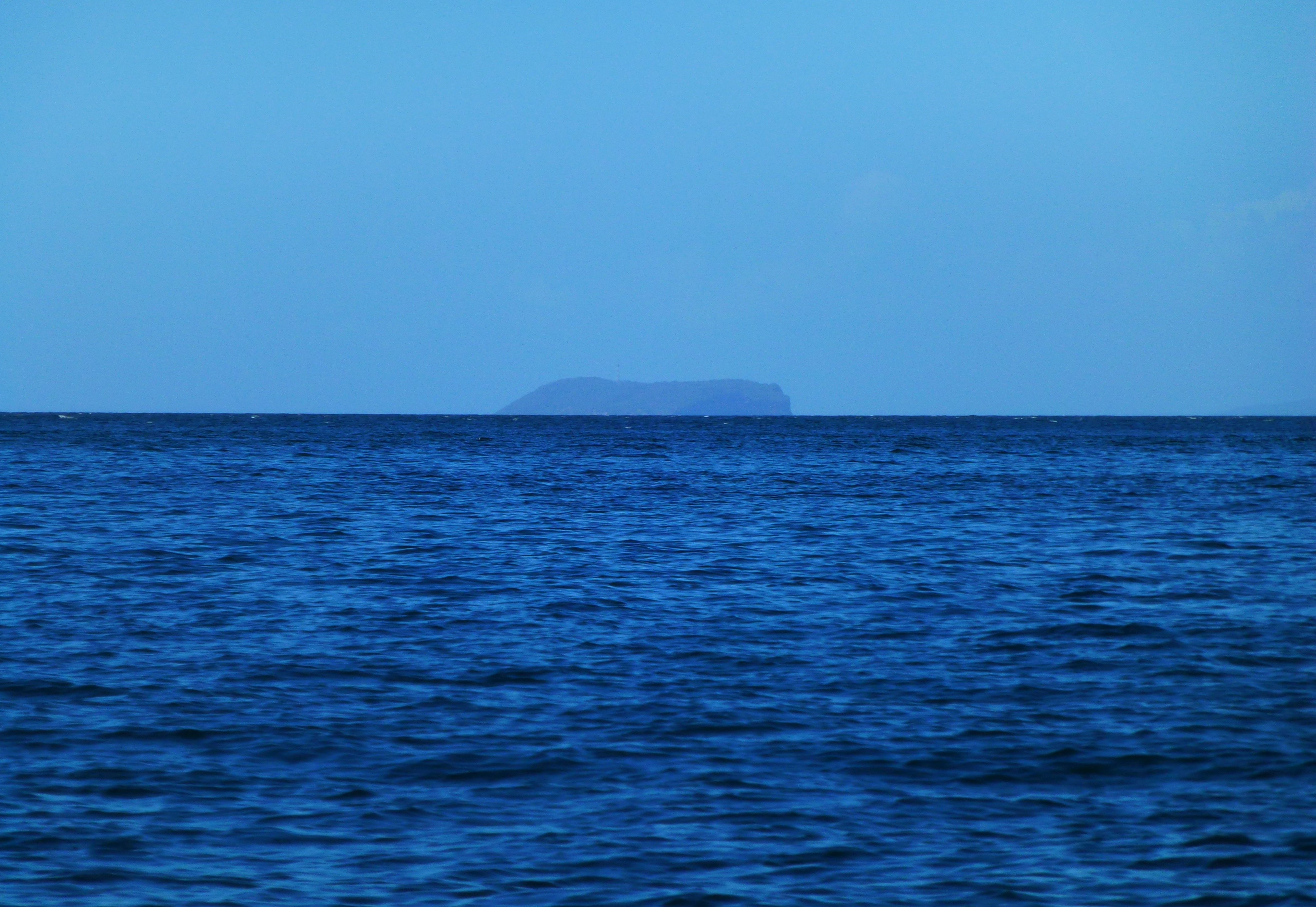
Isla de Patos, Blick von Chaguaramas (Trinidad)
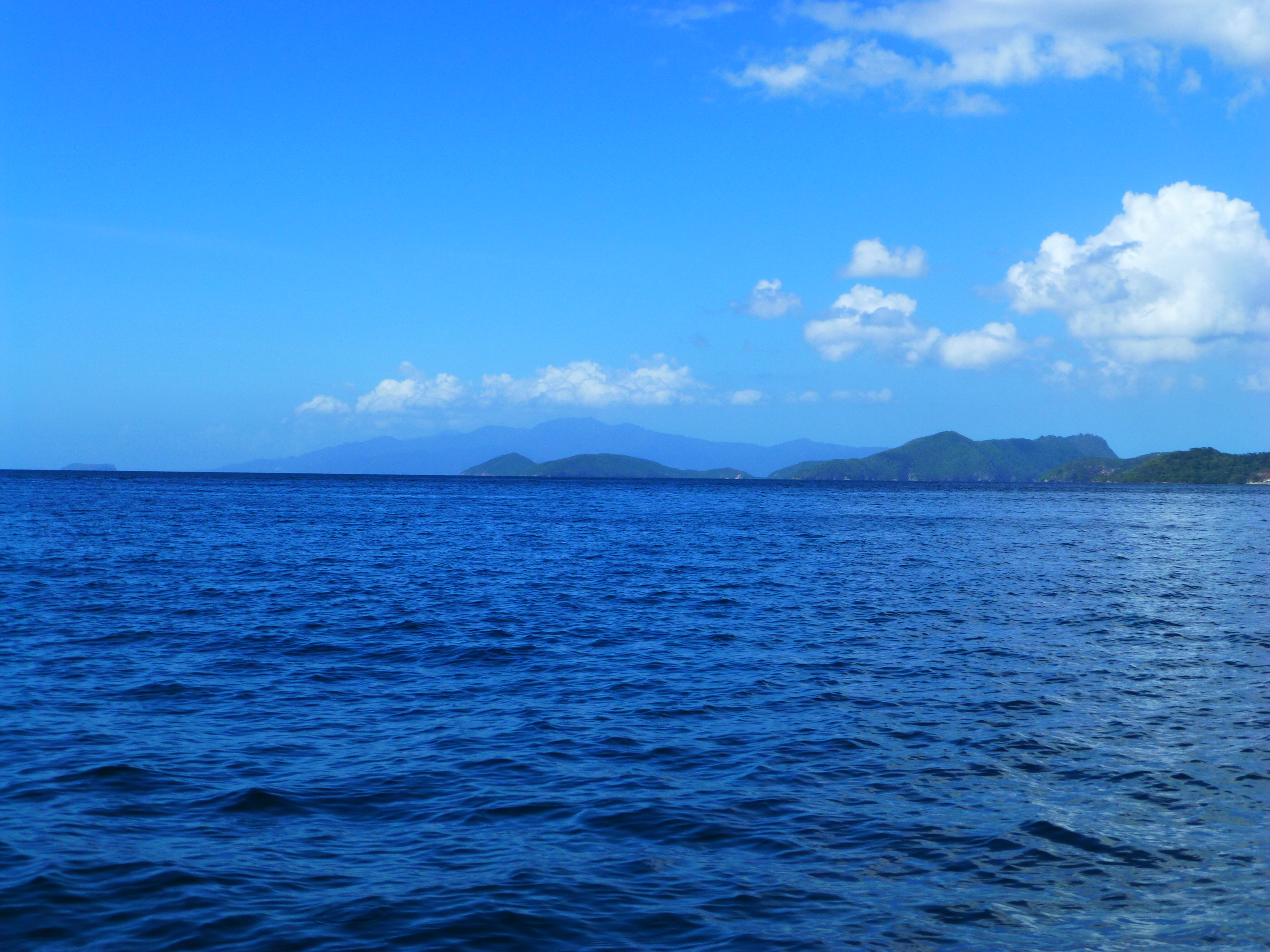
Links kaum sichtbar die Isla Patos – die weiter im Westen liegenden Berge von Venezuela – die Inseln Chacachacare und Monos – rechts im Bild Trinidad (Chaguaramas).
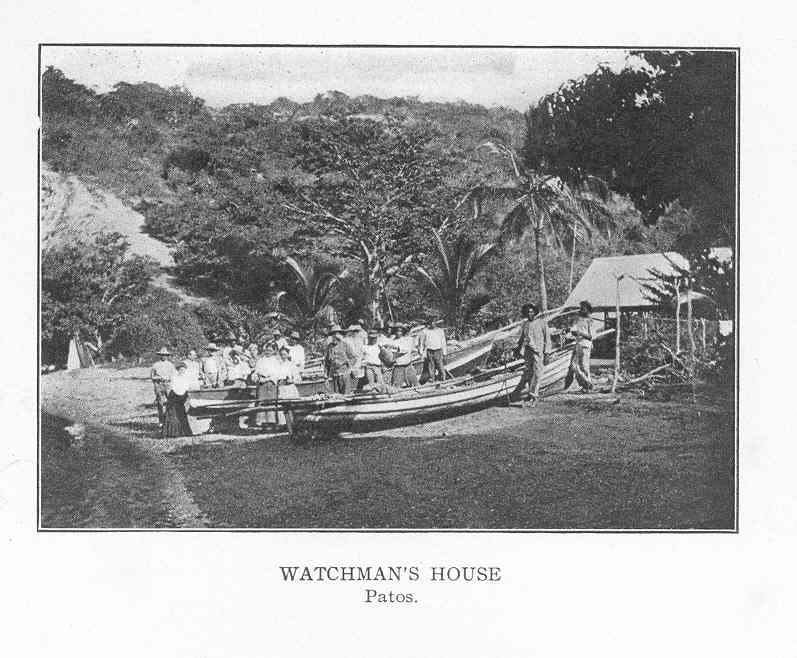
Trinidadische Ausflügler auf Patos (1910)